# Sant Quirc i Santa Julita (Rabós)
Sant Quirc i Santa Julita és una església situada al nord del poble de Rabós (Alt Empordà), dins del veïnat de Sant Quirc de Colera, i a uns 3 km al sud-oest del monestir de Sant Quirze de Colera.
Es tracta d'una nau amb absis semicircular i posseeix dues capelles laterals, de reduïdes dimensions, també semicirculars. A la banda de migdia s'hi afegeix la sagristia. A la façana de ponent, hi ha la portalada rectangular. A la seva llinda de pedra calcària hi ha una creu en baix relleu. Més amunt s'hi obre un senzill rosetó. A la cantonada nord-oest es dreça el campanar, de base quadrada i pis octogonal amb quatre arcs de mig punt. Als murs laterals i a l'absis no hi ha cap obertura.
Darrere del temple hi ha el petit cementiri parroquial. La volta de la nau és de canó i la de l'absis de quart d'esfera. També són de quart d'esfera les cobertes de les dues petites capelles laterals. Hi ha un cor sostingut per una arcada i una volta rebaixada. La sagristia també posseeix volta de canó. Tot l'interior del temple és decorat amb pintures murals, del segle xix, en alguns llocs ja molt malmeses.
Aquest temple va ser construït a finals del Segle XVIII (1785), i va ser finançat per en Josep de Nouvilas i el seu fill Pere. Les seves dimensions són molt grans pel que fa al veïnat al qual serveixen. Això és degut a la intenció de Nouvilas de fundar un nou poble, Sant Quirc de Colera (no confondre amb el monestir de Sant Quirze de Colera), als voltants de l'església i del Mas Nouvilas, igual que la població de Colera s'havia fundat, a finals del mateix segle, respecte de la parròquia de Sant Miquel de Colera.